# Noite Fracassada
"Noite Fracassada" é uma canção gravada pela dupla sertaneja Jads & Jadson. A música foi lançada em 19 de outubro de 2015, pela gravadora Som Livre como primeiro single do álbum Diamante Bruto (2016) . A canção foi escrita por Felipe Araújo, irmão do cantor Cristiano Araújo, Celi Junior, Gregory Castro e Gabriel Agra, e produzida por Flávio Guedes. Nove dias antes do lançamento oficial, a faixa acabou vazando na internet. A música foi lançada originalmente por Felipe  & Zé André, como primeira música de trabalho da dupla

## Paradas
| Parada (2015)              | Melhor posição |
| -------------------------- | -------------- |
| Brasil (Billboard Hot 100) | 1              |